# Hamm
Hamm je město v německé spolkové zemi Severní Porýní-Vestfálsko. Leží v severovýchodní části Porúří na řece Lippe a je významným železničním uzlem. Žije zde přibližně 181 tisíc obyvatel.

## Partnerská města
- Neufchâteau, Francie (1967)
- Santa Monica, Spojené státy americké (1969)
- Bradford, Spojené království (1976)
- Chattanooga, Spojené státy americké (1977)
- Mazatlán, Mexiko (1978)
- Toul, Francie (1987)
- Oranienburg, Německo (1990)
- Kališ, Polsko (1991)
- Afyonkarahisar, Turecko (2006)